# 15. Tony-gála
A 15. Tony-gála az 1960/1961-es szezon legjobb Broadway színházi alakításait értékelte. A díjátadót 1961. április 16-án tartották a New York-i Waldorf-Astoriaban, a műsor házigazdája Phil Silvers volt. A gálát a WCBS-TV közvetítette élőben.

## Győztesek és jelöltek
A nyertesek félkövérrel jelölve.
| Legjobb színdarab | Legjobb musical |
| --- | --- |
| - Becket – Jean Anouilh - All the Way Home – Tad Mosel - The Devil's Advocate – Dore Schary - A túsz – Brendan Behan                                                                                               | - Bye Bye Birdie - Do Re Mi - Irma, te édes |
| Legjobb férfi főszereplő színdarabban | Legjobb női főszereplő színdarabban |
| - Zero Mostel – Orrszarvú (John) - Hume Cronyn – Big Fish, Little Fish (Jimmie Luton) - Sam Levene – The Devil's Advocate (Dr. Aldo Meyer) - Anthony Quinn – Becket (II. Henrik)                                   | - Joan Plowright – Egy csepp méz (Josephine) - Tallulah Bankhead – Midgie Purvis (Midgie Purvis) - Barbara Baxley – Amíg összeszoknak (Isabel Haverstick) - Barbara Bel Geddes – Mary, Mary (Mary McKellaway)             |
| Legjobb férfi főszereplő musicalben | Legjobb női főszereplő musicalben |
| - Richard Burton – Camelot (Artúr király) - Phil Silvers – Do Re Mi (Hubert Cram) - Maurice Evans – Tenderloin (Reverend Brock)                                                                                    | - Elizabeth Seal – Irma, te édes (Irma La Douce) - Julie Andrews – Camelot (Guenevere) - Carol Channing – Show Girl (További szereplők) - Nancy Walker – Do Re Mi (Kay Cram)                                              |
| Legjobb férfi mellékszereplő színdarabban | Legjobb női mellékszereplő színdarabban |
| - Martin Gabel – Big Fish, Little Fish (Basil Smythe) - Philip Bosco – Rape of the Belt (Heracles) - Eduardo Ciannelli – The Devil's Advocate (Aurelio) - George Grizzard – Big Fish, Little Fish (Ronnie Johnson) | - Colleen Dewhurst – All the Way Home (Mary Follet) - Eileen Heckart – Invitation to a March (Deedee Grogan) - Tresa Hughes – The Devil's Advocate (Nina Sanduzzi) - Rosemary Murphy – Amíg összeszoknak (Dorothea Bates) |
| Legjobb férfi mellékszereplő musicalben | Legjobb női mellékszereplő musicalben |
| - Dick Van Dyke – Bye Bye Birdie (Albert Peterson) - Clive Revill – Irma, te édes (Bob-Le-Hotu) - Dick Gautier – Bye Bye Birdie (Conrad Birdie) - Ron Husmann – Tenderloin (Tommy)                                 | - Tammy Grimes – The Unsinkable Molly Brown (Molly Tobin) - Nancy Dussault – Do Re Mi (Tilda Mullen) - Chita Rivera – Bye Bye Birdie (Rosie Alvarez)                                                                      |
| Legjobb színdarabrendező | Legjobb musicalrendező |
| - John Gielgud – Big Fish, Little Fish - Joseph Anthony – Orrszarvú - Joan Littlewood – A túsz - Arthur Penn – All the Way Home                                                                                    | - Gower Champion – Bye Bye Birdie - Peter Brook – Irma, te édes - Garson Kanin – Do Re Mi |
| Legjobb koreográfia | Legjobb karmester és zenei igazgató |
| - Gower Champion – Bye Bye Birdie - Onna White – Irma, te édes | - Franz Allers – Camelot - Pembrode Davenport – 13 Daughters - Stanley Lebowsky – Irma, te édes - Elliot Lawrence – Bye Bye Birdie                                                                                        |
| Legjobb díszlettervezés színdarabban | Legjobb díszlettervezés musicalben |
| - Oliver Smith – Becket - Roger Furse – Duel of Angels - David Hays – All the Way Home - Jo Mielziner – The Devil's Advocate - Rouben Ter-Arutunian – Advise and Consent                                           | - Oliver Smith – Camelot - George C. Jenkins – 13 Daughters - Robert Randolph – Bye Bye Birdie |
| Legjobb jelmeztervezés színdarabban | Legjobb jelmeztervezés musicalben |
| - Motley – Becket - Theoni V. Aldredge – The Devil's Advocate - Raymond Sovey – All the Way Home | - Adrian, Tony Duquette – Camelot - Rolf Gerard – Irma, te édes - Cecil Beaton – Tenderloin |
| Legjobb színpadi technikus | |
| - Teddy Van Bemmel – Becket | |

### Különdíjak
- David Merrick
- Theatre Guild

## Műsorvezetők
A gálán az alábbi műsorvezetők működtek közre:
- Anna Maria Alberghetti
- Anne Bancroft
- Ray Bolger
- Carol Channing
- Henry Fonda
- Joan Fontaine
- Robert Goulet
- Helen Hayes
- Celeste Holm
- Fredric March
- Mary Martin
- Helen Menken
- Patricia Neal
- Paul Newman
- Geraldine Page
- Sidney Poitier
- Robert Preston
- Jason Robards
- Gig Young

## Fordítás
- Ez a szócikk részben vagy egészben  a(z)   15th Tony Awards című angol Wikipédia-szócikk fordításán alapul.  Az eredeti cikk szerkesztőit annak laptörténete sorolja fel. Ez a jelzés csupán a megfogalmazás eredetét és a szerzői jogokat jelzi, nem szolgál a cikkben szereplő információk forrásmegjelöléseként.